# Grethe Ingmann
Grethe Ingmann, född 17 juni 1938 i Köpenhamn, död 18 augusti 1990 i Frederikssund, var en dansk sångerska. Hon sjöng mest pop- och jazzmusik. Tillsammans med sin man Jørgen Ingmann vann hon Eurovision Song Contest 1963 i London i Storbritannien, med sången Dansevise som blev Danmarks första seger i tävlingen. Paret Ingmann hade träffats 1955 och var gifta 1956-1975. 